# Pauline Gotter
Pauline Gotter (* 29. Dezember 1786 in Gotha; † 31. Dezember 1854 in Gotha) war die zweite Frau von Friedrich Wilhelm Schelling, Freundin von Louise Seidler und Sylvie von Ziegesar.

## Leben
Angelica Pauline Amalie Gotter kam am 29. Dezember 1786 in Gotha zur Welt. Ihre Eltern waren der Theaterschriftsteller, Geheimrat und Archivar Friedrich Wilhelm Gotter und Louise Gotter geb. Stieler. Ihre Mutter war eine enge Freundin von Caroline Schlegel, geb. Michaelis, während ihr Vater seit seiner Jugend mit Johann Wolfgang von Goethe eng befreundet war.
Pauline Gotter hatte zwei Schwestern und kannte Goethe und Caroline Schlegel von Kindheit an. In ihrer Jugend war sie mit Sylvie von Ziegesar und der Malerin Louise Seidler befreundet. Zusammen mit ihren Freundinnen hatte sie Zugang zu den geistig hochstehenden Kreisen Jenas, das zu jener Zeit schöpferische Geister wie Friedrich Schiller, Johann Gottlieb Fichte, Friedrich Wilhelm Schelling, Georg Wilhelm Friedrich Hegel, die Brüder Alexander und Wilhelm von Humboldt, die Brüder Friedrich und August Wilhelm Schlegel, Friedrich Tieck, Clemens Brentano, Johann Heinrich Voß, Heinrich Eberhard Gottlob Paulus, Friedrich Immanuel Niethammer, Zacharias Werner und andere beherbergte.
Pauline Gotter war für die Freundin ihrer Mutter voreingenommen und schwärmte für sie. Caroline Schlegel war eine geistreiche Frau, die für die Französische Revolution Partei eingenommen hatte und fast dafür wegen Landesverrat verhaftet worden wäre. Der Philosoph Friedrich Wilhelm Schelling, der anfangs in Jena ein aufsteigender Stern in der Wissenschaft und ein glühender Verfechter Johann Gottlieb Fichtes gewesen war, verliebte sich zuerst in ihre Tochter aus erster Ehe, Auguste Böhmer, die fast gleichaltrig wie Pauline Gotter war. Als diese 1800 an der Ruhr erkrankte, versuchte er in seiner Verzweiflung mit eigenen Mitteln zu helfen, ohne jedoch den Tod verhindern zu können. Pauline Gotter und ihre Familie mussten miterleben, wie an Schelling Vorwürfe erhoben und Gerüchte gestreut wurden. „Schelling“, so Dorothea Veit, „habe ‚hineingepfuscht‘“. Die Jenaische Allgemeine Literaturzeitung verbreitete, „er heile ‚idealisch‘ und töte ‚reell‘“. Gerüchte, Vorwürfe und Klatsch rissen nicht ab, als August Wilhelm Schlegel und seine Frau Caroline sich unter Inanspruchnahme von Goethe 1803 scheiden ließen, damit diese zwei Monate später Friedrich Wilhelm Schelling heiraten konnte. Beide flüchteten 1804 aus Jena und zogen nach Würzburg, wo Schelling einen Lehrstuhl an der Universität erhielt und wo Caroline Schelling ihrem neuen Mann hilfreich zur Seite stand.
1806 hielt sich Pauline Gotter mit ihrer Freundin Sylvie von Ziegesar in Karlsbad auf, wo Goethe ihrer Freundin den Hof machte und ihr einige Gedichte widmete. Auch Paulines andere Freundin Louise Seidler erfreute sich der Gunst des deutschen Dichterfürsten, der bei ihr ein Porträt 1811 in Auftrag gab.

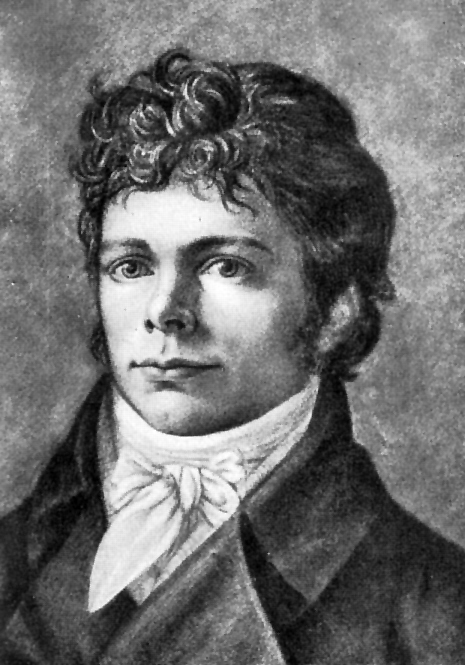
Friedrich Wilhelm Schelling

Am 7. September 1809 starb Caroline Schelling, geschiedene Schlegel, überraschend. Die Familie von Pauline Gotter und auch sie selbst waren über ihren Tod bestürzt. In Briefen und bei Besuchen versuchten sie Schelling zu trösten, der sich immer mehr zurückzog und in der Wissenschaft und von der Kirche weiteren Angriffen ausgesetzt sah. Dieser vertraulicher werdende Briefwechsel führte zur Verlobung mit Pauline Gotter.
Am 11. Juni 1812 heiratete Pauline Gotter den elf Jahre älteren Friedrich Wilhelm Schelling, der in demselben Jahr in den Adelsstand erhoben wurde und einen Ruf an die Akademie der Wissenschaften in München erhielt. Am 17. Dezember 1813 kam ihr erstes Kind zur Welt. Es folgten noch fünf weitere. Eine der Töchter wurde zu Ehren seiner ersten Frau Caroline genannt. Die Führung des Hauses und die Erziehung ihrer Kinder nahmen Pauline Schelling in Anspruch. Ihre Briefe zeigen eine anmutig belebte Natürlichkeit, die aber nicht entfernt an die geistige Bedeutung seiner ersten Frau reichte. Sie war in dieser Hinsicht kein Ersatz für Friedrich Wilhelm Schelling, der menschlich schwieriger wurde und sich philosophisch zusehends in eine unbestimmbare Mythologie zurückzog und der zu seinem Verdruss gleichzeitig den wissenschaftlichen Aufstieg von Hegel mitverfolgen musste.
Pauline Schelling starb am 31. Dezember 1854, vier Monate nach ihrem Mann.